# Enter (álbum de Bin-Jip)
Enter es el primer álbum de estudio de Bin-Jip.

## Lista de canciones
| N.º | Título         | Duración |  |
| 1.  | «Enter»        | 4:29     |  |
| 2.  | «Step»         | 2:33     |  |
| 3.  | «Heat»         | 3:21     |  |
| 4.  | «Where is She» | 4:24     |  |
| 5.  | «One Word»     | 3:50     |  |
| 6.  | «All Excuses»  | 4:15     |  |
| 7.  | «Outer Eye»    | 4:44     |  |
| 8.  | «Bin-Jip»      | 4:56     |  |
| 9.  | «Keep Away»    | 3:17     |  |
| 10. | «8 Days»       | 3:32     |  |
| 11. | «Earthquake»   | 3:21     |  |
| 12. | «Hair Down»    | 3:25     |  |

## Créditos
- Harcsa Veronika: Voz.
- Bálint Gyémánt: Guitarra.
- Józsa András: Productor y DJ.